# The Palestine Post
Pour les articles homonymes, voir Palestine.
The Palestine Post est un ancien journal sioniste en langue anglaise dans la Palestine mandataire et ensuite en Israël. Il est fondé le 11 décembre 1932 par un journaliste américain devenu éditeur : Gershon Agron. En 1950, le journal est rebaptisé en The Jerusalem Post.
Durant l'époque où il est nommé The Palestine Post, la ligne éditoriale consiste à soutenir le combat pour un État juif en Palestine et est ouvertement opposé à la politique britannique de restriction de l'immigration juive.